# Гарпократіон
Валерій Гарпократіон (грец. Οὐαλέριος/Βαλέριος Ἁρποκρατίων) — грецький письменник, що жив в Александрії Єгипетській у II столітті. Походив із міста Аргос. Був учнем платоніка Аттика.
Склав «Словник десяти ораторів» з багатьма примітками про державний і судовий устрій та літературу Аттики. Твір зберігся у двох версіях: повній, однак викривленій пізнішими вставками та переробками, та у вигляді витягів. Інший твір Гарпократіона «Збірка барвистих висловів» втрачений.